# Жижемський Дмитро Михайлович
Дмитро Михайлович Жижемський — князь, прийняв підданство Московії у 1508 році, став воєводою на службі у Московських князів Василя III та Івана IV.
Рюрикович в XXI коліні, походив з роду смоленських князів. Старший з п'яти синів князя Михайла Івановича Жижемського, який служив Олександру Ягеллону конюшим і отримав Жижму в спадок (удільне князівство). Вступив з братами на службу до московського князя. У Москві брати були записані як князі Жижемські. У вересні 1532 р. після розпуску старших воєвод був залишений першим воєводою в Тулі. У квітні 1540 р. був другим воєводою сторожового полку у м. Володимирі «на Клязьмі», у зв'язку з підготовкою до військового походу на м. Казань, а в грудні того ж року був другим воєводою в Мещері. У 1544 році був намісником в Костромі. У квітні 1552 р. був направлений в Свіяжськ першим воєводою. У квітні 1554 р. він був направлений «в українні міста на перший термін на Радуницю» будувати фортифікаційні укріплення в Тулі і Деділові. У 1556 р. був воєводою в Касимові. Мав одного сина Олександра, котрий загинув під час казанського походу в 1552 році.